# Otradnyj (Tachtamukajskij rajon)
Otradnyj (in lingua russa Отрадный) è un centro abitato dell'Adighezia, situato nel Tachtamukajskij rajon. La popolazione era di 662 abitanti al dicembre 2018. Ci sono 6 strade.